# Halocynthia aurantium
Halocynthia aurantium är en sjöpungsart som först beskrevs av Peter Simon Pallas 1787.  Halocynthia aurantium ingår i släktet Halocynthia och familjen lädermantlade sjöpungar. Inga underarter finns listade i Catalogue of Life.